# Afronta
Afronta is een geslacht uit de familie Proporidae.

## Soorten
Het geslacht bestaat uit 2 soorten:
- Afronta aurantiaca Hyman, 1944
- Afronta rubra Faubel, 1976